# Antal Molnár
Antal Molnár (ur. 7 stycznia 1890 w Budapeszcie, zm. 7 grudnia 1983 tamże) – węgierski kompozytor i muzykolog.

## Życiorys
W latach 1907–1910 był uczniem Victora von Herzfelda w Akademii Muzycznej w Budapeszcie. Występował jako altowiolista w kwartecie smyczkowym Imre Waldbauera (1910–1913) i kwartecie fortepianowym Ernsta von Dohnányiego (1915–1917). Od 1919 do 1959 roku był wykładowcą Akademii Muzycznej w Budapeszcie, gdzie nauczał solfeżu, historii muzyki, przedmiotów teoretycznych i kameralistyki. W latach 1933–1940 redagował serię wydawniczą „Népszerű zenefüzetek”. Otrzymał nagrodę im. Franciszka Józefa (1914), nagrodę im. Baumgartena (1938) i nagrodę im. Kossutha (1957). W 1970 roku rząd węgierski przyznał mu tytuł Zasłużonego artysty.
W swojej pracy naukowej podejmował tematykę estetyki muzycznej i historii muzyki ze szczególnym uwzględnieniem muzyki romantycznej i XX-wiecznej, pisał też monografie poświęcone kompozytorom. Jako jeden z pierwszych muzykologów zainteresował się znaczeniem twórczości Béli Bartóka i Zoltána Kodálya. Jako kompozytor nawiązywał do tradycji XIX-wiecznych, jego twórczość wykazuje pokrewieństwa stylistyczne z muzyką Franza Schuberta i Johannesa Brahmsa. Skłaniał się ku mniejszym formom muzycznym, często nawiązując do węgierskiego folkloru.

## Prace
(na podstawie materiałów źródłowych)
- A zenetörténet szelleme (Budapeszt 1914)
- Bartók Béla – táncjátéka alkalmából (Budapeszt 1917)
- Beethoven (Budapeszt 1917)
- Az európai zene a háború előtt (Budapeszt 1918)
- Az európai zene története 1750-ig (Budapeszt 1920)
- Bach és Händel zenéjének lelki alapjai (Budapeszt 1920)
- Bartók. Két elégia elemzése (Budapeszt 1921)
- A zenetörténet szociológiája (Budapeszt 1923)
- Az uj zene (Budapeszt 1923)
- Az uj magyar zene (Budapeszt 1926)
- Bevezetés a zenekultúrába (Budapeszt 1928)
- Bevezetés a mai muzsikába (Budapeszt 1929)
- A gyermek és a zene (Budapeszt 1931)
- A zenetörténet megvilágítása (Budapeszt 1933)
- Zeneesztétika és szellemtudomány (Budapeszt 1935)
- A ma zenéje (Budapeszt 1936)
- Az óvodáskorú gyermek zenei nevelése (Budapeszt 1936)
- Kodály Zoltán (Budapeszt 1936)
- Népszerű zeneesztétika (Budapeszt 1940)
- Az uj muzsika szelleme (Budapeszt 1948)
- Bartók művészete. Emlékezésekkel a művész életére (Budapeszt 1948)
- Repertórium a barokk zene történetéhez (Budapeszt 1959)
- Írások a zenéről (Budapeszt 1961)
- A Léner-vonósnégyes (Budapeszt 1968)
- A zeneszerző világa (Budapeszt 1969)
- Gyakorlati zeneesztétika (Budapeszt 1971)
- Magamról, másokról (Budapeszt 1974)
- Eretnek gondolatok a muzsikáról (Budapeszt 1976)
- A zene birodalmából (Budapeszt 1979)
- Romantikus zeneszerzők (Budapeszt 1980)

## Wybrane kompozycje
(na podstawie materiałów źródłowych)

### Utwory orkiestrowe
- Koncert wiolonczelowy (1916)
- Tańce węgierskie (1917)
- uwertura Budapest (1921)
- Suita (1925)
- Wariacje na temat węgierski na orkiestrę (1927)
- Kuruc muzsika na 4 tárogató i orkiestrę kameralną (1936)
- Koncert na harfę i orkiestrę (1952)

### Utwory kameralne
- 3 kwartety smyczkowe (I 1912, II 1926, III „Quartetto breve” 1926)
- Kwartet fletowy (1912)
- Sérénade na skrzypce, klarnet i harfę (1912)
- 2 tria fortepianowe (I 1912, II 1917)
- Sonatine na skrzypce i fortepian (1911)
- Fantaisie na flet i fortepian (1912)
- Suite na skrzypce i fortepian (1932)
- Fantaisie Hongroise na skrzypce i fortepian (1933)

### Utwory wokalno-instrumentalne
- Missa brevis I na chór i organy (1909)
- A danaidák na 3 głosy żeńskie i orkiestrę (1926)

### Utwory sceniczne
- Savitri (1912)